# 의령 풍력 발전 단지
의령 풍력 발전 단지는 의령군 한우산 정상 인근에 조성되어 있는 풍력 발전 단지이다. 풍력 발전 단지가 처음 조성될 때 설치로 인한 소음이나 에너지 효율로 인한 의견의 차이가 있었다고 한다. 현재는 산 정상에서 불어오는 바람으로 많은 양의 전기를 만들어내고 있으며, 전기 생산 뿐만 아니라 관광 명소로도 많은 사람이 찾는 장소이다.